# Brentwood (Tennessee)
Pour les articles homonymes, voir Brentwood.
Brentwood est une municipalité américaine située dans le comté de Williamson au Tennessee. Lors du recensement de 2010, Brentwood compte 37 060 habitants.

## Géographie
Brentwood est située au sud de Nashville, dont elle fait partie de l'agglomération.
Selon le Bureau du recensement des États-Unis, la municipalité s'étend en 2010 sur une superficie de 41,23 milles carrés (106,79 km2).

## Histoire
Dans les années 1850, une voie ferrée est construite de Nashville vers l'Alabama. En 1856, le village de Brentwood est fondé par Francis Pecantet et James M. Hall à proximité des voies. Il est probablement nommé d'après une propriété anglaise.
Brentwood se développe dans les années 1960 grâce à la construction de l'Interstate 65. Elle devient une municipalité en 1969.

## Démographie
La population de Brentwood est estimée à 42 517 habitants au 1er juillet 2016.
| Groupe                           | Brentwood | Tennessee | États-Unis |
| -------------------------------- | --------- | --------- | ---------- |
| Blancs                           | 87,8      | 78,7      | 76,9       |
| Asiatiques                       | 7,1       | 1,8       | 5,7        |
| Afro-Américains                  | 3,0       | 17,1      | 13,3       |
| Métis                            | 1,7       | 1,9       | 2,6        |
| Amérindiens                      | 0,1       | 0,4       | 1,3        |
|                                  |           |           |            |
| Hispaniques et Latino-Américains | 3,4       | 5,2       | 17,8       |

Le revenu par habitant était en moyenne de 64 607 dollars par an entre 2012 et 2016, largement supérieur à la moyenne du Tennessee (26 019 dollars) et à la moyenne nationale (29 829 dollars). Sur cette même période, 2,8 % des habitants de Brentwood vivaient sous le seuil de pauvreté (contre 15,8 % dans l'État et 12,7 % à l'échelle des États-Unis).